# 아빌리타시옹
프랑스에서 아빌리타시옹 또는 연구 지도 자격(habilitation à diriger des recherches, HDR)은 "응시자의 높은 학문적 수준, 학문 분야에 있어 그의 방식이 지닌 독창성, 충분히 넓은 학문ㆍ기술 분야에 있어 그가 연구 전략에 통달했다는 소질, 젊은 연구자들을 지도할 수 있는 그의 능력에 대해 인정한" 자격을 뜻한다. 대학 교수 임용과 연구 지도에 있어 필수적인 아빌리타시옹은 1984년 국가박사제도(doctorat d'État)를 대체한 사바리 법에 의해 창설되었다.
아빌리타시옹은 대학 교수 임용에 있어서뿐만 아니라 공립 과학기술 연구소(EPST)의 소장이 되는데 있어서도 필요하다. 그러나 이 절차의 예외로, 대학 교수로 임명된 이는 연구소 소장을 맡을 수 있는 자격이 있다.
아빌리타시옹 취득은 논문 지도ㆍ검토 또는 대학 교수나 연구 통솔자가 부재할 때의 논문 책임자를 맡기 위한 필수적인 조건이다.

## 프랑스의 고등 교육
| +10                    |                                                            |                                              |                                                    |                                                                      |                             | 아그레가시옹     | DESM      |             |                       |          |            |             |                |             |                     |                  |                |  |  |  |  |
| +9                     | 아빌리타시옹                                               | 아빌리타시옹                                 | 아빌리타시옹                                       | 아빌리타시옹                                                         | InternatDES                 |                  |           |             |                       |          |            |             |                |             |                     |                  |                |  |  |  |  |
| Niv 8+8                | 박사예술문학언어                                           | 박사인문과학사회과학                         | 박사과학기술보건공학                               | 박사법학정치학 경제학 상학                                           | InternatDES                 | DSADPEA          | DEC       |             |                       |          |            |             |                |             |                     |                  |                |  |  |  |  |
| +7                     | 박사예술문학언어                                           | 박사인문과학사회과학                         | 박사과학기술보건공학                               | 박사법학정치학 경제학 상학                                           | InternatDES                 | DSADPEA          | DEC       |             |                       |          |            |             |                |             |                     |                  |                |  |  |  |  |
| +6                     | 박사예술문학언어                                           | 박사인문과학사회과학                         | 박사과학기술보건공학                               | 박사법학정치학 경제학 상학                                           | InternatDES                 | HMONP            | DEC       |             |                       |          |            |             |                |             |                     |                  |                |  |  |  |  |
| Niv 7+5                | 석사예술문학언어UFR, INSPE, INPENSSIB, INALCOENS, EA, ESHS | 석사인문과학사회과학UFR, INSPEEA, EHESS ESHS | 석사과학기술보건공학UFR, EHESPENV, EI, FPSaint-Cyr | 석사법학정치학 경제학 상학 UFR, DSN, IEP ENM, INSP, FP ESC, EDA, IAE | ExternatDFASMDFASODFASPDESF | ENCINPENS        | ENSIAEESC | ENVEIENS    | DEA                   | DSCG     | DNSEPDSAA  | DE IPA DEMK | CACNSMDCNSAD   | MScMBAMS    |                     |                  |                |  |  |  |  |
| +4                     | 석사예술문학언어UFR, INSPE, INPENSSIB, INALCOENS, EA, ESHS | 석사인문과학사회과학UFR, INSPEEA, EHESS ESHS | 석사과학기술보건공학UFR, EHESPENV, EI, FPSaint-Cyr | 석사법학정치학 경제학 상학 UFR, DSN, IEP ENM, INSP, FP ESC, EDA, IAE | ExternatDFASMDFASODFASPDESF | ENCINPENS        | ENSIAEESC | ENVEIENS    | DEA                   | DSCG     | DNSEPDSAA  | DE IPA DEMK | CACNSMDCNSAD   | MScMBAMS    |                     |                  |                |  |  |  |  |
| Niv 6+3                | BUTLP                                                      | 학사예술문학언어                             | 학사인문과학사회과학                               | 학사과학기술보건공학                                                 | 학사법학정치학 경제학 상학  | ENCINPENS        | ENSIAEESC | ENVEIENS    | DFGSMDFGSODFGSPDFGSMa | DEEA     | DCG        | DNMADEDNA   | DE IIFPSIRFSS  | DNSP        | IRTS                | BachelorDiplovis |                |  |  |  |  |
| Niv 5+2                | BUTLP                                                      | 학사예술문학언어                             | 학사인문과학사회과학                               | 학사과학기술보건공학                                                 | 학사법학정치학 경제학 상학  | ALBLLSH          | ECGD1D2   | BCMPPCPSIPT | DFGSMDFGSODFGSPDFGSMa | DEEA     | DCG        | DNMADEDNA   | DE IIFPSIRFSS  | DNSP        | IRTS                | BachelorDiplovis | BTS            |  |  |  |  |
| +1                     | BUTLP                                                      | 학사예술문학언어                             | 학사인문과학사회과학                               | 학사과학기술보건공학                                                 | 학사법학정치학 경제학 상학  | ALBLLSH          | ECGD1D2   | BCMPPCPSIPT | LASPASS               | DEEA     | DCG        | DNMADEDNA   | DE IIFPSIRFSS  | DNSP        | IRTS                | BachelorDiplovis | BTS            |  |  |  |  |
| ÉtudesRNCP바칼로레아 + | IUT                                                        | 예술문학언어                                 | 인문과학사회과학                                   | 과학기술보건공학                                                     | 법학정치학 경제학상학       | 의학치과학약학   | CPGE      | CPGE        | CPGE                  | STS      | Architecte | Compta      | ArtsDesignMode | Paramédical | MusiqueDanseComédie | SocialSports     | LibreTechnique |  |  |  |  |
| ÉtudesRNCP바칼로레아 + | 대학교ㆍ그랑제콜                                           | 대학교ㆍ그랑제콜                             | 대학교ㆍ그랑제콜                                   | 대학교ㆍ그랑제콜                                                     | 대학교ㆍ그랑제콜            | 대학교ㆍ그랑제콜 | 고등학교  | 고등학교    | 고등학교              | 고등학교 | École      | École       | École          | École       | École               | École            | ÉcolePrivée    |  |  |  |  |

## 같이 보기
- 하빌리타치온